# Gone Home
Gone Home es un videojuego de exploración en primera persona con narración interactiva desarrollado por la compañía Fullbright. Fue publicado originalmente para Linux, OS X y Windows en agosto de 2013, y posteriormente para PlayStation 4 y Xbox One en enero de 2016, y para Nintendo Switch en septiembre de 2018. Ambientado en el año 1995, el argumento se centra en la exploración de una vieja mansión en los alrededores de Portland, Oregón, cuyos habitantes están ausentes por razones misteriosas, y en la investigación de lo sucedido mediante la observación de los objetos que se encuentran en la vivienda.
A diferencia de casi todos los demás videojuegos, Gone Home no requiere de parte del jugador el uso de habilidades motrices ni esfuerzos de coordinación; tampoco exige el uso de estrategias, y casi no plantea dificultades en cuanto a la resolución de acertijos o problemas. En cambio, en Gone Home el jugador explora el entorno a su propio ritmo, y a medida que encuentra utensilios comunes, cartas, anotaciones y otros objetos, va reconstruyendo la trama del juego, al tiempo que aprende acerca de los habitantes de la mansión. Dos de los fundadores de Fullbright, Steve Gaynor y Karla Zimonja, habían trabajado antes juntos en el desarrollo de Minerva's Den, una campaña del juego BioShock 2, de donde tomaron ideas y conceptos para crear un juego narrativo capaz de involucrar al jugador en el descubrimiento de una historia en una progresión no lineal. De esas ideas surgió Gone Home, que es el primer juego creado por Fullbright. Por otra parte, el proyecto debía ser suficientemente pequeño para que pudiese ser desarrollado por un equipo de pocas personas con un presupuesto bajo.
Gone Home fue elogiado críticamente desde su lanzamiento, y varios críticos del género lo tomaron como un ejemplo de "videojuego como arte", ya que su formato no estándar ejemplifica la tendencia del entretenimiento tecnológico hacia formas más artísticas. Sin embargo, esto también planteó la cuestión de si Gone Home debería ser considerado un juego, y motivó la expresión despectiva walking simulator ("simulador de caminata") para describir a los juegos de exploración con poca interactividad, aunque posteriormente la industria llegó a aceptar gustosamente dicha expresión. Gone Home fue elogiado también por abordar temáticas LGBT con las que muchos jugadores podrían identificarse, así como por alentar a reconsiderar su percepción a quienes se oponen a dicha ideología.

## Modo de juego

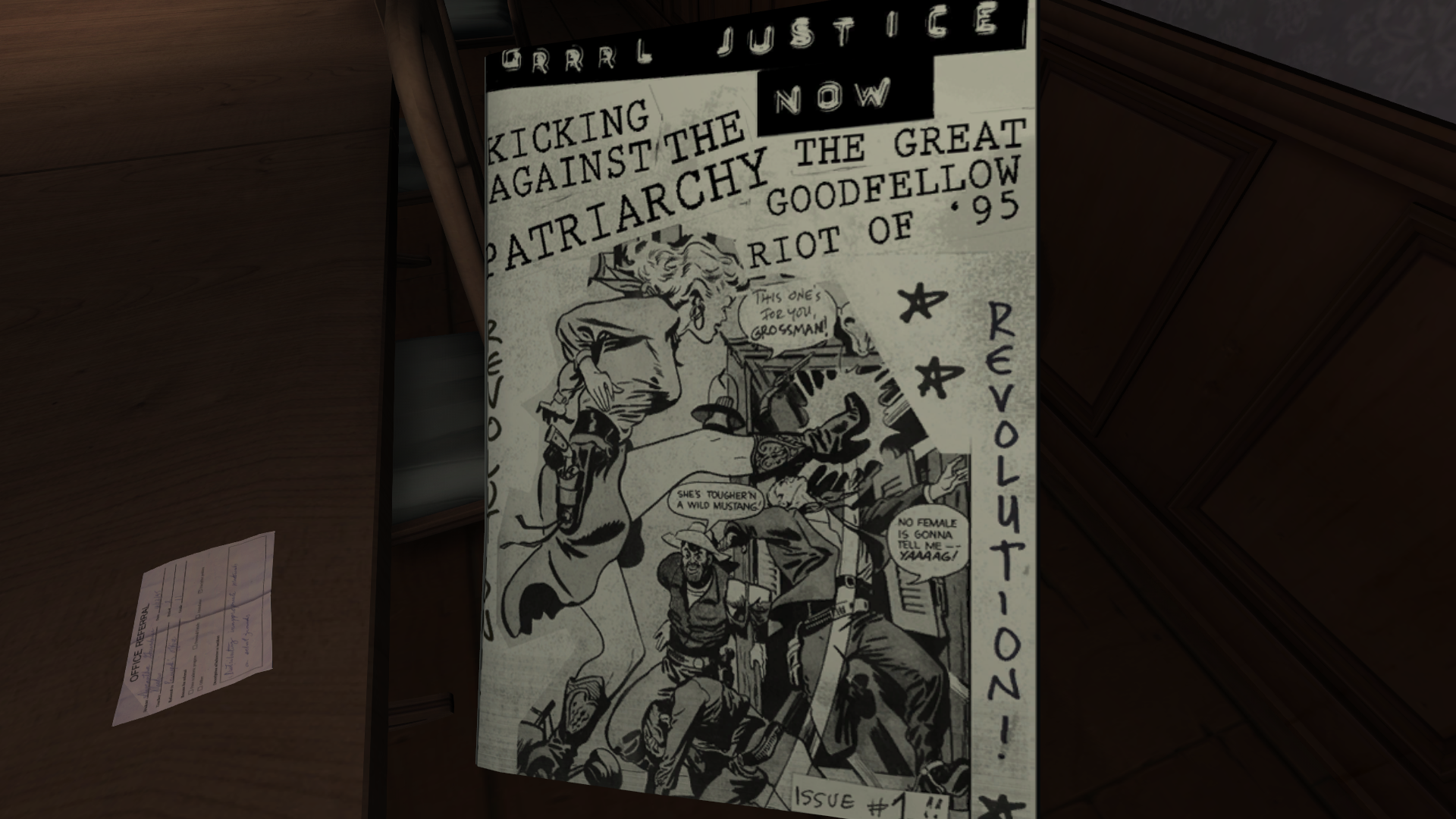
El jugador examina los objetos que encuentra en la casa para reconstruir la historia.

El jugador, en perspectiva de primera persona, controla al personaje llamado Kaitlin Greenbriar, una muchacha que explora una mansión cuyos habitantes están ausentes por razones desconocidas. El jugador usa el teclado para desplazarse, y el ratón para examinar los objetos que va encontrando a medida que recorre las habitaciones.
Gran parte de la interactividad se apoya en observar y examinar lo que hay dentro de la casa. Algunos de los objetos que el jugador encuentra abren otras áreas de la mansión, que a su vez contienen otros objetos para ser encontrados y observados. No hay metas establecidas en el juego, pero sí hay una especie de final, que se produce poco después del momento en que Kaitlin descubre los motivos de la ausencia de Samantha, su hermana. Inmediatamente después se muestran los títulos del juego, pero al terminar los títulos el jugador tiene la opción de continuar jugando, para seguir explorando la mansión y encontrar objetos que anteriormente hayan sido pasados por alto, o bien para volver a examinar los objetos ya observados. Por lo tanto, Gone Home no tiene un auténtico final: es el jugador quien decide cuándo dejar de explorar.

## Trama
El 7 de junio de 1995, en una medianoche tormentosa, Kaitlin Greenbriar, de 21 años, llega por primera vez a la nueva casa familiar tras un año en el extranjero. La casa es una vieja mansión en los alrededores de Portland, Oregón, heredada al padre de Kaitlin por el tío de él, Oscar, fallecido menos de dos años atrás. La muchacha ve en la puerta de entrada una nota de su hermana Samantha, de 18 años, avisándole que no debe ir en busca de respuestas en cuanto a su ausencia, y prometiendo que algún día volverán a encontrarse. A medida que va conociendo la nueva casa familiar y se adentra en ella, Kaitlin percibe que no hay nadie, así que se pone a investigar para saber dónde están sus padres, llamados Terry y Janice, y su hermana Samantha, que son las tres personas que vivían en la mansión y que la recién llegada esperaba encontrar a su regreso. Kaitlin es el personaje controlado por el jugador, quien la guía a través de este proceso, aprendiendo algunas cosas que ella ya sabe junto con nuevos datos sobre su familia.
A través de una serie de cartas del diario personal de Samantha, escritas para Kaitlin durante el año en que esta estuvo fuera, se va revelando progresivamente qué pasó desde que Samantha y sus padres se mudaron a la mansión. Según van contando las cartas, poco después de la mudanza (es decir, cerca de un año antes de la llegada de Kaitlin) Samantha comienza a ir a una nueva escuela, donde llega a ser conocida con el apodo de "La Chica de la Casa Psycho", y piensa que muchos de sus compañeros la consideran anormal por habitar una vivienda tan misteriosa. Se siente intrigada por una alumna del último año que a veces viste un uniforme del ejército, pero no encuentra la oportunidad de hablar con ella. Samantha había tenido un amigo llamado Daniel, que era su vecino antes de mudarse, y aunque ella explica a sus padres que solo era amiga de Daniel por los juegos de Nintendo que él tenía, admite que debería llamarlo alguna vez para devolverle algunos cartuchos de juego que todavía tiene en préstamo.
Samantha finalmente consigue hablar con la chica del uniforme del ejército: ella se llama Yolanda "Lonnie" DeSoto, y planea unirse al ejército al terminar el año escolar. En ese primer encuentro, Lonnie dice que siempre quiso conocer la "Casa Psycho", entonces Samantha la invita a visitar la mansión el día siguiente. Samantha empieza a ver que ha conseguido una amiga con quien puede sentirse normal. Las dos chicas comparten actividades durante varios meses, como teñirse el pelo y ver Pulp Fiction, y con el tiempo llegan a forjar una relación fuerte. Una noche, después de asistir a un recital, se quedan a dormir en casa del hermano de un amigo de Lonnie, y se acuestan juntas en un futón. Las luces se apagan, y Lonnie pone un brazo alrededor de Samantha y le dice que gusta de ella. Samantha siente lo mismo, pero no se atreve a hablar. Pocos días después, las dos chicas vuelven a encontrarse en la mansión: Lonnie se siente incómoda y empieza a pedir disculpas a Samantha por el incidente del futón, pero Samantha la tranquiliza diciéndole que nada de lo que ocurrió esa noche fue incorrecto, y Lonnie responde besando a Samantha en la boca. Es ahí donde la relación comienza a florecer: las dos muchachas se ponen de novias en secreto.
Kaitlin continúa recorriendo la casa y explorando los objetos que hay en ella. En algunos lugares hay teléfonos, pero las comunicaciones están interrumpidas por la tormenta. Entre las cosas que encuentra Kaitlin hay dos novelas que su padre, Terry Greenbriar, había escrito y publicado. Se trata de obras de ficción basadas en el asesinato de John F. Kennedy: el protagonista de ambas novelas conoce el plan criminal y debe hacer todo lo posible para impedir el magnicidio. Después de que los dos libros se vendiesen mal, su editorial canceló la serie. Terry, abatido por la frustración, sufrió un bloqueo como escritor y renunció a escribir por completo. Pero en algún momento durante el último año, Terry recibe una carta de otra editorial, diciéndole que quieren publicar sus dos libros bajo una nueva cubierta. Terry acepta alegremente, e incluso comienza a escribir una tercera novela de la misma serie, ambientada veinte años después del segundo libro, esperando que la nueva editorial, que por ahora solo quiere la reedición de libros viejos, acepte publicarla. Kaitlin también descubre que sus padres están teniendo dificultades en su matrimonio, y hay indicios de que Janice podría haber tenido una relación extramatrimonial con un compañero de trabajo. En fechas muy cercanas al regreso de Kaitlin, Terry y Janice cumplen un aniversario de bodas, y aunque habían anunciado que se iban a ausentar de la casa por varios días para ir de campamento, ciertas evidencias revelan la verdad: durante ese período están internados en un retiro de consejería de parejas.
Según va descubriendo Kaitlin, en los meses que pasan desde el inicio de su noviazgo, Samantha y Lonnie se hacen más cercanas que nunca. Samantha, desde su niñez, escribía historias centradas en un personaje creado por ella, Captain Allegra. En esas historias, el personaje protagónico se identificaba con Samantha, y otro personaje llamado First Mate (Primer Oficial) era modelado con la mente puesta en su amigo Daniel. Sin embargo, los indicios hallados en la casa llevan a descubrir que en las historias más recientes de Captain Allegra, First Mate se identifica con Lonnie, en lugar de Daniel.
Samantha y Lonnie llegan a involucrarse fuertemente con el movimiento Riot Grrrl!, que por entonces está en auge: en varios de los sitios explorados se hallan casetes con temas de bandas Riot Ggrrrl!, que pueden ser oídos en los reproductores que se encuentran en varias habitaciones de la casa. Las dos son seguidoras de una banda local llamada Girlscout, y cuando la banda se queda sin su cantante, Lonnie la reemplaza y se convierte en la nueva vocalista del grupo. A Samantha y a Lonnie les encanta ver películas y jugar videojuegos, especialmente Street Fighter. También se sienten intrigadas por el aura de misterio que rodea a la "Casa Psycho" y a su anterior dueño, el extraño y enigmático "Tío Oscar", y para divertirse organizan cacerías de fantasmas por la mansión, que, según van descubriendo, está llena de escondites, pasadizos secretos, y objetos relacionados con la práctica del ocultismo.
Meses más tarde, Samantha está empezando con los preparativos para un curso de escritura creativa, cuando Lonnie le recuerda que el 6 de junio deberá irse a vivir lejos, porque ese día tendrá que incorporarse al ejército. Samantha se da cuenta de que no le queda mucho tiempo junto a su novia Lonnie, y esta le dice que lo que deben hacer es pasarla bien mientras puedan. Kaitlin también se entera de que Lonnie se metió en algunos problemas en la escuela y Samantha la defendió. Los padres de Samantha tratan de hablar con su hija acerca de su comportamiento, y ella finalmente les cuenta de su relación de noviazgo con Lonnie. Terry y Janice se quedan sin palabras, incrédulos, sin poder aceptar que su hija menor es lesbiana, y empiezan a pensar que ella "no ha encontrado aún al chico adecuado", y que su relación con Lonnie es solamente "una fase". Semanas más tarde, Daniel visita la mansión para recoger sus cartuchos de Nintendo, y lleva consigo una historia que Samantha había creado cuando aún era una niña pequeña y apenas sabía escribir: se trata de la historia que cuenta cómo ella y Daniel se perdieron en un paseo por el bosque, encontraron un barco pirata abandonado, y terminaron convirtiéndose en una capitana (que todavía no se llamaba Allegra) y su First Mate (Primer Oficial). Samantha, al leer la historia, se quiebra emocionalmente, y le dice a Daniel que se siente triste por su antigua relación y por cómo dejaron de ser amigos. Luego le habla de su noviazgo con Lonnie y de los conflictos con sus padres, y Daniel le da un abrazo y le dice que todo estará bien.
Dos días antes de la partida de Lonnie, la banda Girlscout organiza un recital para despedir a su vocalista. Samantha asiste, y Lonnie, desde el escenario, le dedica el último tema. Samantha se emociona, sale a la calle y se pone a llorar desconsoladamente: desearía seguir a su novia a cualquier parte, pero sabe que no puede. Aprovechando que Terry y Janice no están (continúan internados en el retiro de consejería de parejas), las novias pasan una última noche juntas en la mansión, y se proponen que sea la noche más feliz de sus vidas. Las muchachas intentan contactarse con el fantasma de Oscar, y durante un tiempo se divierten, pero más tarde, mientras buscan una foto para que Lonnie se lleve de recuerdo, Samantha dice que no quiere que su vida continúe sin Lonnie, y las dos rompen en llanto.
A la mañana siguiente, Samantha se despierta y se encuentra sola en la mansión. Para aliviar su tristeza se refugia en el altillo, un lugar donde ella y Lonnie habían vivido momentos especiales durante su noviazgo. Más tarde ese mismo día, una trastornada Lonnie deja dos mensajes en el contestador automático: Samantha, que todavía está en el altillo, no pudo atender los llamados. El teléfono suena por tercera vez, y Samantha apenas logra responder. Lonnie le explica que no puede seguir adelante con su intención de ingresar al ejército, y que por eso se bajó del autobús en Salem. Lonnie le propone a Samantha huir de la casa para encontrarse con ella y que las dos juntas busquen un lugar propio, y Samantha está de acuerdo. Samantha empaca sus cosas y toma de la mansión algunos objetos de valor, y va al encuentro de Lonnie. Hacia el final de su diario personal, Samantha le pide perdón a su hermana por no poder verla en persona, y espera que, después de leer las cartas, Kaitlin entienda los motivos. Las últimas palabras escritas por Samantha en su diario son: "Te amo tanto, Katie. Te veré de nuevo. Algún día. Con amor, Sam".
Aunque no es necesario para desplegar la trama principal de la historia, se pueden encontrar pistas adicionales que describen el trasfondo de Oscar, el tío abuelo de Kaitlin y anterior propietario de la mansión. Por medio de cartas, recortes de periódicos, fechas consideradas especiales por algunos personajes, y evidencias acerca de la relación entre Oscar y Terry, se revela que más de tres décadas antes Oscar había cometido una falta grave y fue condenado al ostracismo familiar por la madre de Terry (hermana de Oscar) y por el mismo Terry. Todo ello sugiere que, en su niñez, el futuro padre de Kaitlin y Samantha pudo haber sido abusado sexualmente por su tío. Diversos recortes de periódicos y otros objetos revelan que Oscar había vivido recluido en su propia mansión durante muchos años, que estaba apartado de toda vida social, que en algunos momentos de su vida había intentado en vano ser aceptado nuevamente por su familia, y que durante sus años de reclusión se había dedicado a la práctica del ocultismo. Siendo que Oscar pasó muchos años recluido en esa casa, y que ahí mismo murió, las evidencias que se pueden hallar sugieren que la mansión acaso esté siendo custodiada por el espíritu de Oscar.

## Desarrollo

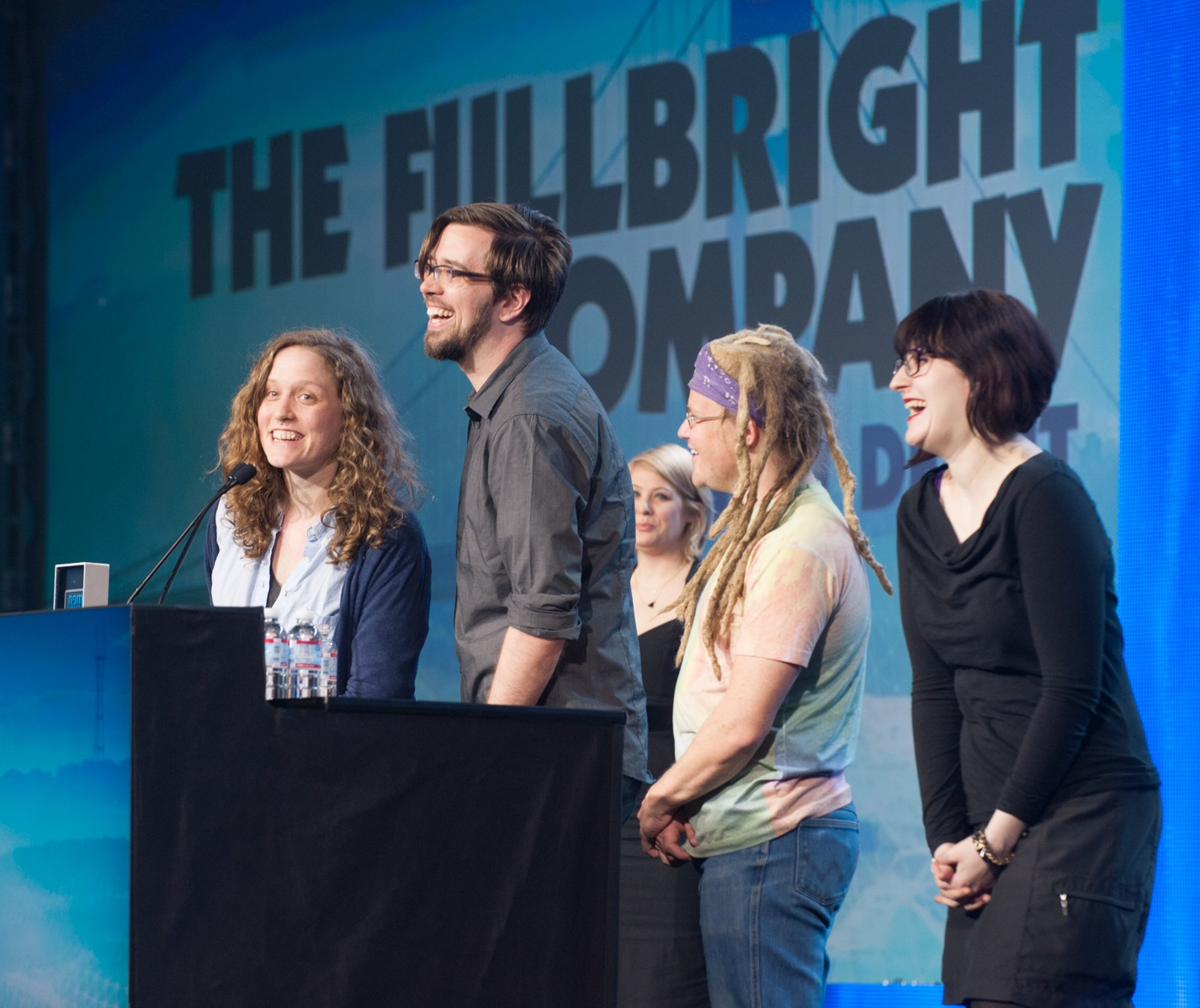
La compañía Fullbright en los Game Developers Choice Awards de 2014. De izquierda a derecha, Kate Craig, Steve Gaynor, Johnnemann Nordhagen y Karla Zimonja.

La compañía Fullbright, originalmente llamada The Fullbright Company, fue fundada en Portland por Steve Gaynor, Karla Zimonja y Johnnemann Nordhagen. Gaynor y Zimonja habían trabajado juntos anteriormente en 2K Games en el desarrollo de Minerva's Den, una campaña para el juego BioShock 2. Poco después del inicio del desarrollo de Gone Home, incorporaron a Kate Craig, una experta en la creación de modelos tridimensionales. Para reducir los costos, los cuatro desarrolladores se trasladaron a una sola casa, y construyeron el espacio de trabajo en el sótano. Gone Home fue el primer proyecto de Fullbright, y teniendo en cuenta sus capacidades y sus limitaciones financieras, el equipo decidió que en el juego no haya "ninguna otra persona, ningún otro personaje, [sólo] usted en un único entorno". Fullbright ambientó la trama del juego en 1995 por considerarlo el último año en que la mayor parte de la comunicación tecnológica aún no era de naturaleza digital. El equipo trabajó originalmente con el motor de Amnesia: The Dark Descent, HPL Engine 2, pero el producto final se hizo con el motor Unity. Una versión para consolas de juego estaba en desarrollo por la filial de Majesco, Midnight City, sin embargo esta fue cancelada posteriormente, tras el cierre de Midnight City.
El juego cuenta con música de varias bandas identificadas con Riot Grrrl!, un movimiento social y artístico ligado al feminismo y a la escena alternativa que estaba en pleno auge a mediados de los años 90. Canciones de las bandas Heavens to Betsy y Bratmobile se pueden encontrar durante el juego en forma de casetes; estos casetes pueden ser reproducidos por el personaje controlado por el jugador en los equipos de audio que se hallan en la casa. Gone Home, mientras aún estaba en desarrollo, fue exhibido en el Grrrl Front Fest, un festival de música Riot Grrrl! en Portland, y atrajo la atención de una banda local, The Youngins, que ofreció la música para Girlscout, la banda de ficción del videojuego. Además de las canciones Riot Grrrl!, que son anteriores a Gone Home, también hay una banda sonora original compuesta por Chris Remo, que ofrece más de treinta minutos de música como acompañamiento del modo principal de exploración, además de composiciones únicas para cada uno de los registros sonoros del diario personal de Samantha (ver sección Trama). Un modo de comentarios de audio fue añadido al juego en octubre de 2013.
El 4 de marzo de 2015, se anunció que la versión de consola del videojuego ya no sería desarrollada; la razón era que Fullbright había asignado todos sus recursos para su siguiente proyecto, Tacoma. Esta decisión más tarde fue revertida (aunque fueron otras compañías, en lugar de Fullbright, las que adaptaron el juego a versiones de consola), y de tal modo Gone Home fue lanzado en enero de 2016 para PlayStation 4 y Xbox One, y en septiembre de 2018 para Nintendo Switch.

### Actrices de voz
La voz del personaje Samantha Greenbriar, la protagonista del juego, es interpretada por Sarah Grayson (anteriormente conocida como Sarah Robertson). La actriz Sarah Elmaleh es quien presta su voz a Kaitlin Greenbriar, el personaje controlado por el jugador. Karla Zimonja, cofundadora de la compañía Fullbright y una de los desarrolladores principales de Gone Home, es quien da voz al personaje Yolanda "Lonnie" DeSoto (Zimonja no aparece en los créditos en la sección en que son mencionadas las otras actrices de voz, sino al comienzo de los títulos junto a los otros tres desarrolladores principales).

### Retiro de PAX
En junio de 2013, The Fullbright Company anunció que Gone Home no sería mostrado en la exhibición indie Megabooth de Penny Arcade eXpo (PAX) Prime. Por entonces el juego estaba en las etapas finales de su desarrollo. El comunicado citaba declaraciones de los organizadores de la exhibición sobre temas de LGBT y sexismo. Tres de los cuatro desarrolladores principales de Gone Home (todos excepto Steve Gaynor) son homosexuales.

## Recepción
Gone Home recibió comentarios muy positivos de parte de la crítica, y ha sido elogiado especialmente por su apasionante historia. En Metacritic, el juego tiene una puntuación de 86/100 basada en 56 comentarios de críticos. Emily Morganti para Adventure Gamers ha comentado que Gone Home tiene una "historia realista y absorbente que está muy bien contada a través de señales ambientales y de narración auditiva", y que "muchas personas leen libros por la oportunidad de ver la vida a través de los ojos de otra persona, pero es raro que un juego lo haga como lo hace éste." Mateo Braga, del Financial Post, señaló que "éste es un juego que algunos con visión de futuro presentarán como evidencia en el debate en curso acerca de los videojuegos como arte", y agregó que Gone Home sirve para "sondear las profundidades de la experiencia fuera del target habitual de los videojuegos, que es el varón blanco y joven". No tan positiva fue la opinión de Oli Welsh, editor de Eurogamer, quien declaró que Fullbright "ha construido una buena casa para contar una historia íntima en un videojuego, pero todavía no ha encontrado la historia para vivir en ella."
Tras la calificación perfecta del juego de 10/10 por parte de Polygon, Gone Home fue galardonado con el premio al "Juego del Año 2013". En los Premios BAFTA de Videojuegos del mismo año, Gone Home resultó ganador en la categoría "Mejor Debut de un Videojuego", mientras que fue nominado en el rubro "Mejor Historia".

### Ventas
El 11 de septiembre de 2013, The Fullbright Company anunció que Gone Home había vendido más de 50.000 copias. El 7 de febrero de 2014, se anunció que el juego había alcanzado las 250.000 ventas. En octubre de 2017, para la fecha del lanzamiento de Tacoma, el segundo juego de Fullbright, Gone Home había vendido más de 700.000 copias.